# Havre
Havre je město v USA, v severní Montaně. Město leží v oblasti Velkých planin, necelých 50 km na jih od hranice s Kanadou, na pravém břehu Milk River v nadmořské výšce 773 m n. m. Je sídlem Hill County. Má rozlohu 9 km² a žije zde 9 310 obyvatel (2010).
Ve městě má pobočku Montana State University, západně od něj je lokalizováno regioniálne letiště Havre City-County Airport.